# Starkbier
Starkbier ist eine gesetzliche Gattungsbezeichnung für Biere, bei denen der Stammwürzegehalt bei über 16 °P (Grad Plato) liegt.
In Franken erfolgte der Starkbieranstich als Fastenauftaktbrauch ursprünglich 40 Tage vor Weihnachten. Heute findet er ab 1. September statt. Bekannter wurde der im April stattfindende Starkbieranstich auf dem Nockherberg im oberbayerischen München.

## Beispiele
- Barley Wine
- Bockbier: Doppelbock, Eisbock, Festbock, Maibock, Weizenbock
- Imperial Stout